# مهلهل المضف
مهلهل خالد أحمد جاسم المضف (29 أبريل 1971 -)؛ نائب في مجلس الأمة الكويتي.

## سيرته
مهلهل المضف وُلد بالكويت 1971، حاصل على دبلوم الهندسة الميكانيكية، ترشح لأول مرة لانتخابات مجلس الأمة الكويتي مجلس 2016 وخسر الانتخابات، كما ترشح لانتخابات مجلس الأمة الكويتي عام 2019 تكميلي وخسر الانتخابات أيضًا، بينما فاز في انتخابات مجلس الأمة الكويتي 2020 عن الدائرة الثالثة وحصل على 2,904 صوت وجاء في المركز العاشر، وهو ابن النائب السابق في مجلس الأمة الكويتي، والوزير السابق خالد أحمد المضف.

## عضويات
- مؤسس الاتحاد العام لطلبة التعليم التطبيقي والتدريب.
- رئيس مجلس طلبة كلية الدراسات التكنولوجية (1998-1999).
- عضو هيئة التدريس بالمعهد الصناعي بالهيئة العامة للتعليم التطبيقي والتدريب.
- رئيس مجلس إدارة الجمعية الكويتية للدفاع عن المال العام (2014-2018).
- عضو مجلس إدارة الجمعية الكويتية لحماية البيئة (2002-2008).
- عضوًا في الجمعية العمومية للنادي العربي.

## أبرز مواقفه في مجلس الأمة

### مجلس الأمة 2020
قدم مهلهل المضف استجواب لرئيس الوزراء بالتعاون مع النائبين حسن جوهر ومهند الساير من محورين وهما عدم تقديم الحكومة لبرنامج عمل، و النهب المنظم للأموال العامة، ووقع مع كل طلبات طرح الثقة ضد حكومة صباح الخالد.
| استجواب الوزير حمد جابر العلي (يناير 2022)    | مع الاستجواب |
| استجواب الوزير أحمد ناصر الصباح (فبراير 2022) | مع الاستجواب |
| استجواب الوزير علي حسين الموسى (مارس 2022)    | مع الاستجواب |